# Rubiol anisat porpra
El rubiol anisat porpra o camperol purpuri (Agaricus porphyrizon), és un rubiol del grup dels rubiols anisats menuts. Es caracteritza per la superfície del barret (o com a mínim el seu centre) que és coberta de fibril·les o escates vermelloses, vinàcies o violàcies.

## Morfologia
Bolet més aviat petit, de barret de fins a 8 cm de diàmetre, hemisfèric de jove, però ben aviat de convex a pla; superfície coberta amb escates denses, apressades i fibriloses, de color bru porpra a bru violaci sobre un fons vinaci pàl·lid, marge pàl·lid
Cama de fins a 7 cm de longitud, cilíndrica, dilatada al peu; blanca, groguenca al frec, sovint amb un cordó micelial basal; anell blanc, prim, pèndul.
Carn groguenca, especialment cap al peu; olor d'ametlles amargues a anisada.

## Hàbitat
Ocasional; des de l'estiu fins a finals de tardor, tant en boscos de planifolis com de coníferes.

## Gastronomia
Comestible.